# Sankt Pers församling, Skara stift
 Sankt Pers församling var en församling  i Skara stift i nuvarande Skara kommun. Församlingen uppgick 1545 i Skara stadsförsamling.

## Administrativ historik
Församlingen bildades på 1200-talet och uppgick på 1545 i Skara stadsförsamling. Församlingen ingick i pastoratet Sankt Per, Synnerby och Skallmeja. 